# John Mayall & the Bluesbreakers
John Mayall & the Bluesbreakers são uma banda pioneira do blues britânico, liderada pelo cantor, compositor e multi-instrumentalista John Mayall, OBE. Mayall usou o nome da banda entre 1963 e 1967, quando o largou por quinze anos. Entretanto, em 1982, um 'Return of the Bluesbreakers' ('Retorno dos Bluesbreakers') foi anunciado e o nome foi mantido desde então. O nome tornou-se genérico sem uma clara distinção entre as gravações que são creditadas apenas ao líder ou ao líder e à banda. Os Bluesbbreakers incluíram músicos como:
- Eric Clapton (abril-agosto de 1965, novembro de 1965-julho de 1966) e Jack Bruce, os quais saíram para formar o Cream;
- Peter Green, que substituiu Clapton, tocou até agosto de 1967, quando saiu com Mick Fleetwood e então, junto com John McVie, formou semanas depois a Fleetwood Mac;
- Mick Taylor (agosto de 1967-julho de 1969), que depois foi membro dos Rolling Stones, e se voltou  se reunir em shows em 1982–1983 e 2004;
- Harvey Mandel, Walter Trout, Larry Taylor (todos que depois tocaram na Canned Heat);
- Don "Sugarcane" Harris, Randy Resnick, Aynsley Dunbar, Dick Heckstall-Smith, Andy Fraser (da Free), Chris Mercer, Henry Lowther, Johnny Almond e Jon Mark (depois da Mark-Almond).

## História
Os Bluesbreakers foram formados em janeiro de 1963 e se tiveram diferentes formações, com mais de cem diferentes combinações de músicos.
Eric Clapton toca na banda voz e guitarra desde 1965, apenas alguns meses depois de ter lançado seu primeiro álbum. Clapton trouxe as influências do blues para o primeiro plano do grupo.
A banda perdeu seu contrato de gravação com a Decca aquele ano, que também viu o lançamento de um single chamado "I'm Your Witchdoctor" (produzido por Jimmy Page), seguido pelo retorno à Decca em 1966. O álbum Blues Breakers with Eric Clapton (também conhecido como The Beano Album, porque Clapton é mostrado na foto de capa lendo uma cópia da revista) foi lançado no final daquele ano; ele alcançou o Top Ten no Reino Unido.
Clapton e Jack Bruce deixaram o grupo naquele ano para formarem o Cream. Clapton foi substituído por Peter Green no álbum A Hard Road; depois ele saiu para formar o Fleetwood Mac. Em 1969, o terceiro guitarrista da banda foi embora: Mick Taylor ia tocar nos Rolling Stones.
Com algumas interrupções, os Bluesbreakers continuaram a lançar alguns álbuns e fazer turnês, apesar de nunca terem alcançado a aclamação popular ou da crítica pelo seu material inicial. Em 2003, Eric Clapton, Mick Taylor e Chris Barber reuniram-se com a banda para o 70th Birthday Concert de John Mayall, em Liverpool — o show foi depois lançado em CD e DVD. Em 2004, a sua formação incluía Buddy Whittington, Joe Yuele, Hank Van Sickle e Tom Canning, e a banda fez turnês pelo Reino Unido com Mick Taylor como músico convidado.
Em novembro de 2008, Mayall anunciou no seu sítio que estava saindo dos Bluesbreakers para diminuir a sua carga de trabalho e se dar liberdade para trabalhar com outros músicos.
Johnny Almond, antigo membro da banda, morreu em 18 de novembro de 2009 de câncer, com sessenta e três anos.

## Discografia

### Álbuns
- 1965: John Mayall Plays John Mayall (Decca)
- 1966: Blues Breakers with Eric Clapton (Decca)
- 1967: A Hard Road (Decca)
- 1967: Crusade (Decca)
- 1967: The Blues Alone (Decca - Ace of Clubs)
- 1968: Diary of a Band Volume 1 (Decca)
- 1968: Diary of a Band Volume 2 (Decca)
- 1968: Bare Wires (Decca)
- 1968: Blues from Laurel Canyon (Decca)
- 1969: Looking Back (Decca)
- 1969: Thru the Years (Deram)
- 1969: Primal Solos (Decca)
- 1969: The Turning Point (Polydor)
- 1970: Empty Rooms (Polydor)
- 1970: USA Union (Polydor)
- 1971: Back to the Roots (Polydor)
- 1971: Memories (Polydor)
- 1971: Thru the Years (Decca)
- 1972: Jazz Blues Fusion (Polydor)
- 1973: Moving On (Polydor)
- 1973: Ten Years Are Gone (Polydor)
- 1974: The Latest Edition (Polydor)
- 1975: New Year, New Band, New Company (ABC - One Way)
- 1975: Notice to Appear (ABC - One Way)
- 1976: Banquet in Blues (ABC - One Way)
- 1977: Lots of People (ABC - One Way)
- 1977: A Hard Core Package (ABC - One Way)
- 1977: Primal solos (Decca)
- 1978: The Last of the British Blues (ABC - One Way)
- 1979: The Bottom Line (DJM)
- 1980: No More Interviews (DJM)
- 1982: Road Show Blues (DJM)
- 1982: Return of the Bluesbreakers (Aim Australia)
- 1985: Behind the Iron Curtain (GNP Crescendo)
- 1987: Chicago Line (Entente - Island)
- 1988: The Power of the Blues (Entente)
- 1988: Archives to Eighties (Polydor)
- 1990: A Sense of Place (Island)
- 1992: Cross Country Blues (One Way)
- 1994: The 1982 Reunion Concert (One Way)
- 1993: Wake Up Call (Silvertone)
- 1995: Spinning Coin (Silvertone)
- 1997: Blues for the Lost Days (Silvertone)
- 1999: Padlock on the Blues (Eagle)
- 1999: Rock the Blues Tonight (Indigo)
- 1999: The Masters - Film Soundtrack (Eagle)
- 1999: Live at the Marquee 1969 (Eagle)
- 2000: Time Capsule (Private Stash) Limited release, website only, no longer in print
- 2001: UK Tour 2K (Private Stash) Limited release, website only, no longer in print
- 2001: Boogie Woogie Man (Private Stash*) Limited release, website only
- 2001: Along for the Ride (Eagle/Red Ink)
- 2002: Stories (Eagle/Red Ink)
- 2003: No Days Off (Private Stash) Limited release, website only
- 2003: Rolling with the Blues (Shakedown UK)
- 2003: 70th Birthday Concert CD & DVD (Eagle)
- 2004: The Turning Point Soundtrack (Eagle)
- 2005: Road Dogs (Eagle)
- 2007: Live at the BBC (Decca)
- 2007: In the Palace of the King (Eagle)
- 2007: Live From Austin, TX (NW Records)
- 2009: Tough (Eagle)
- 2011: Live In London (Eagle)
- 2012: Historic Live Shows Vol. 1, Vol. 2, Vol. 3 (Private Stash)
- 2014: A Special Life (Forty Below)
- 2015: John Mayall's Bluesbreakers Live in 1967 Vol. 1 (Forty Below)
- 2015: Blues Alive NYC 1976 (Rockbeat)
- 2015: Find A Way To Care (Forty Below)
- 2016: John Mayall's Bluesbreakers Live in 1967 Vol. 1 (Forty Below)
- 2017: Talk About That (Forty Below)
- 2018: Three For the Road (Forty Below)
- 2019: Nobody Told Me (Forty Below)
- 2022: The Sun Is Shining Down (Forty Below)

### DVDs
- 1982: Blues Alive  VHS (re-released on DVD in 2004 as Jammin' With the Blues Greats), um show filamdo em junho de 1982 no Teatro de New Jersey com uma formação de Mayall, Mick Taylor, John McVie, e Colin Allen, e convidados Etta James, Junior Wells, Buddy Guy, e Albert King
- 2003: 70th Birthday Concert CD & DVD (com Eric Clapton)
- 2004: The Godfather of British Blues/Turning Point

No sítio de John Mayall somente:
- 2004: Cookin' Down Under DVD